# 장성규의 뮤직브런치
장성규의 뮤직브런치는 장성규 아나운서의 진행으로, 매일 오전 11시~정오까지 JIBS New Power FM에서 방송하고 있는 프로그램이다. 라디오 문자사연 참여는 JIBS 홈페이지와, SMS 50원 MMS 100원의 유료문자 #1015로 참여할 수 있다. 2025년 3월 16일 자로 3년만에 폐지되었다.